# Roth
Roth este un oraș din Franconia Mijlocie, landul Bavaria, Germania.

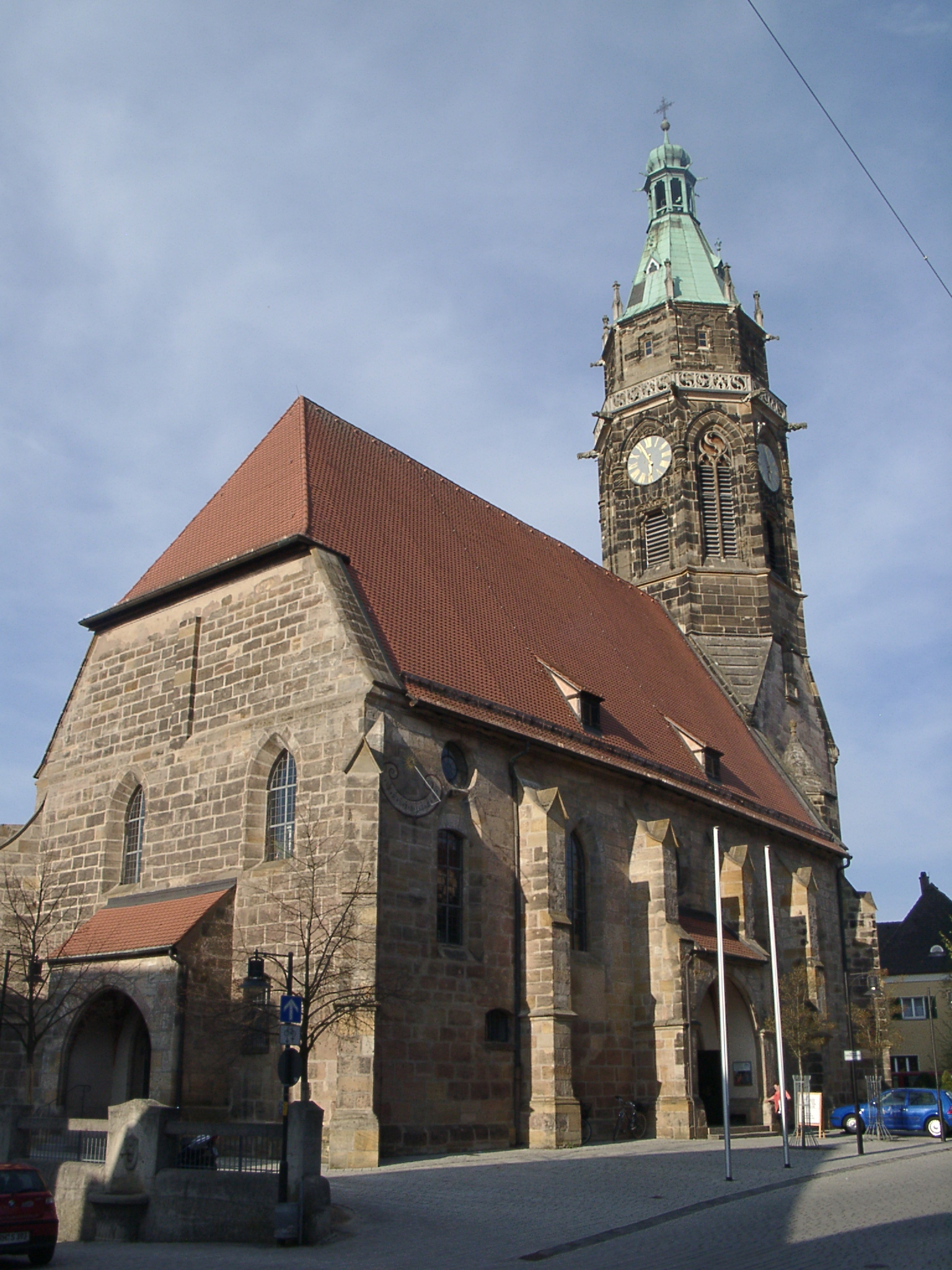
Roth
(Biserica Evanghelică-Lutherană)

## Personalități
- Chrissie Wellington